# Burt Kwouk
Burt Kwouk OBE, född Herbert Tsangtse Kwouk 18 juli 1930 i Warrington, Lancashire, död 24 maj 2016 i Hampstead, London var en brittisk skådespelare.
Kwouk är mest känd för rollen som Cato i Rosa pantern-filmerna.

## Rollista i urval
- 1958 – Värdshuset Sjätte Lyckan
- 1961, 1965 – The Avengers (TV-serie)
- 1962 – Satan sover aldrig
- 1964 – Skott i mörkret
- 1965, 1968 – Helgonet (TV-serie)
- 1966 – Fu Manchus djävulska hämnd
- 1967 – Man lever bara två gånger
- 1968 – Attentat planeras
- 1969 – Den gula skuggan
- 1976 – Rosa Pantern slår igen
- 1977 – Glöm inte kamelerna
- 1978 – Rosa Panterns hämnd
- 1980 – Fu Manchus djävulska plan
- 1982 – Doctor Who (TV-serie)
- 1982 – Jakten på Rosa Pantern
- 1983 – Rosa Panterns förbannelse
- 1987 – Solens rike
- 1988 – Noble House (TV-serie)
- 1990 – Air America
- 1991 – Huset Eliott (TV-serie)
- 1993 – Rosa Panterns son
- 2001 – Kiss of the Dragon
- 2002–2010 – Last of the Summer Wine (TV-serie)
- 2006 – Tyst vittne (TV-serie)